# Мазайс Баласта дамбис
Ма́зайс Ба́ласта да́мбис (латыш. Mazais Balasta dambis, дословно Малая Балластная дамба) — улица в Курземском районе города Риги, в историческом районе Кипсала. Ответвляется от Баласта дамбис в западном направлении, однако вскоре поворачивает на север и идёт параллельно берегу Даугавы, заканчиваясь тупиком. В средней части соединена пешеходными дорожками с улицей Кипсалас; с другими улицами не пересекается. Длина улицы составляет 207 метров.
Первая половина улицы имеет асфальтовое покрытие, дальняя часть замощена булыжником. Разрешено движение в обоих направлениях, однако проезжая часть имеет лишь одну полосу движения, ширина которой местами менее 3 метров. Мазайс Баласта дамбис обеспечивает доступ к служебному входу плавательного бассейна РТУ (ул. Кипсалас, 5) и расположенной здесь автостоянке. Общественный транспорт по улице не курсирует.

## История
Упоминается в числе городских улиц с начала 1880-х годов, первоначально как Малая Балластная улица (нем. Kleine Ballaststrasse, латыш. Mazā Balasta iela) или Балластный переулок. Нынешнее название утвердилось в последней четверти XX века и впервые приведено в городском справочном издании 1983 года.
Уже на картах 1880-х годов улица, как и сегодня, имеет L-образную форму, хотя на планах первой половины XX века её тупиковый северный отрезок не показан, а улица выходит к нынешней улице Кипсалас. Тем не менее, северный участок улицы сохранялся во все времена; именно здесь сегодня расположены старейшие здания Мазайс Баласта дамбис. Выезд на улицу Кипсалас существовал до 1970-х годов, когда на его месте был построен плавательный бассейн.

## Мемориал Жаниса Липке
В доме № 8, бывшей собственности семьи Келлерман, проживал Жанис Липке, который во время немецкой оккупации сумел вывезти из рижского гетто и концлагеря Кайзервальд, спрятать в бункере, устроенном под дровяным сараем на территории своего участка, а впоследствии эвакуировать в безопасное место и таким образом спасти от гибели во время Холокоста 56 евреев. В 1966 году Жанис Липке и его жена Йоханна были признаны праведниками мира.
В 1997 году на соседнем участке (Мазайс Баласта дамбис, 9) экс-премьер Латвии Марис Гайлис и его супруга, архитектор Зайга Гайле, по личной инициативе начали создавать мемориальный музей Жаниса Липке. В сентябре 2007 года Рижская городская дума приняла решение о финансировании создания этого мемориала, и в 2012 году он был открыт. В церемонии открытия приняли участие президент Латвии Андрис Берзиньш и президент Израиля Шимон Перес.
Главным объектом мемориала является «Чёрный сарай» — символ того дровяного сарая, под которым в бункере прятались люди. Этот современный объект органично вписан в застройку Кипсалы, и в то же время его образ идейно и визуально перекликается с Ноевым ковчегом и одновременно с убежищем в виде перевёрнутой рыбацкой лодки. Главный выставочный зал музея расположен в мансардном помещении Чёрного сарая с визуально прозрачной крышей. Архитектурный проект был разработан бюро Зайги Гайле в 2005—2009 годах и воплощён в 2008—2012.
В 2019 году дом № 8, в котором жил Жанис Липке, и расположенный рядом мемориальный музей (дом № 9) получили статус памятника культуры государственного значения (место исторического события).

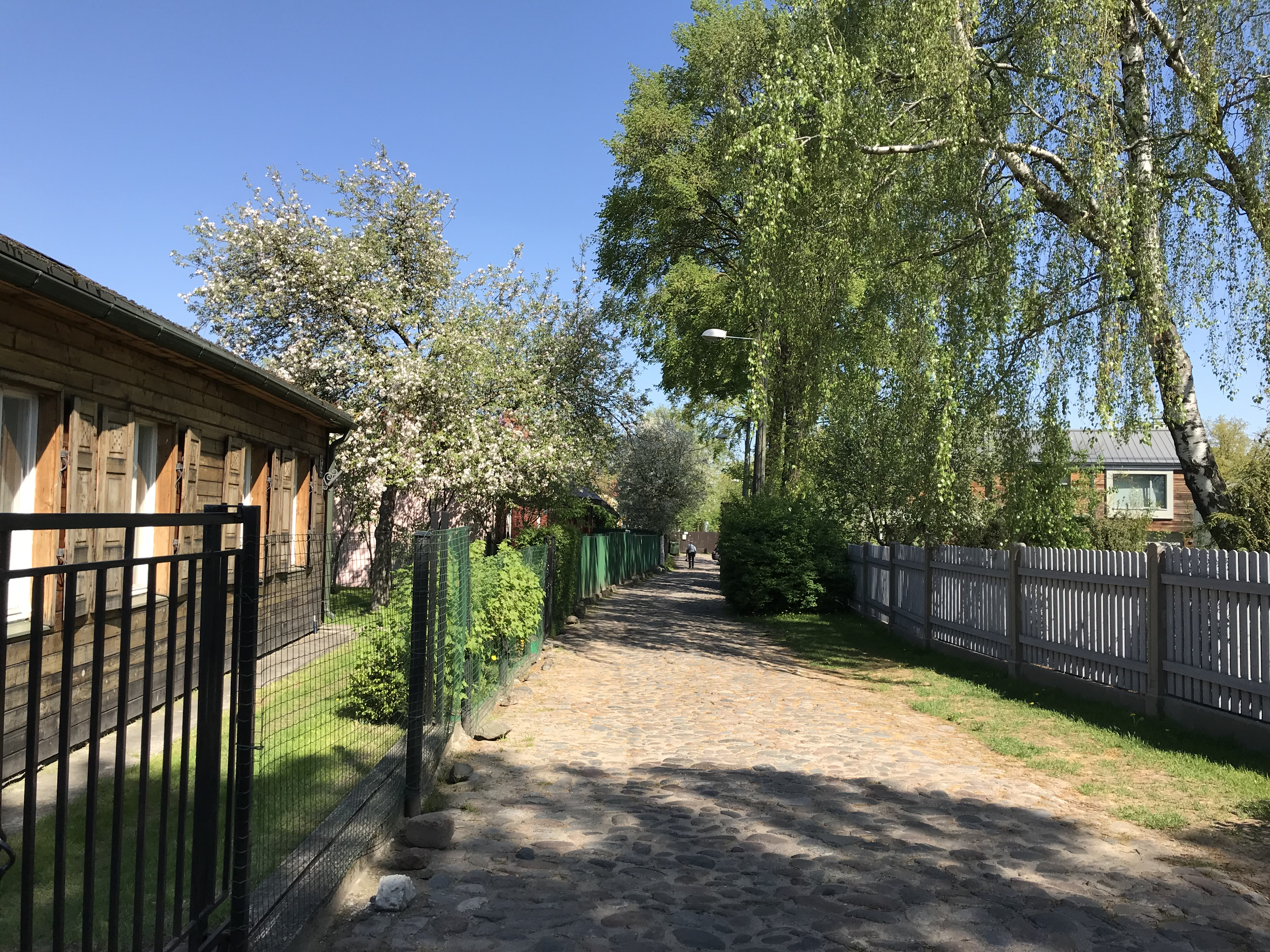
Дальняя часть улицы
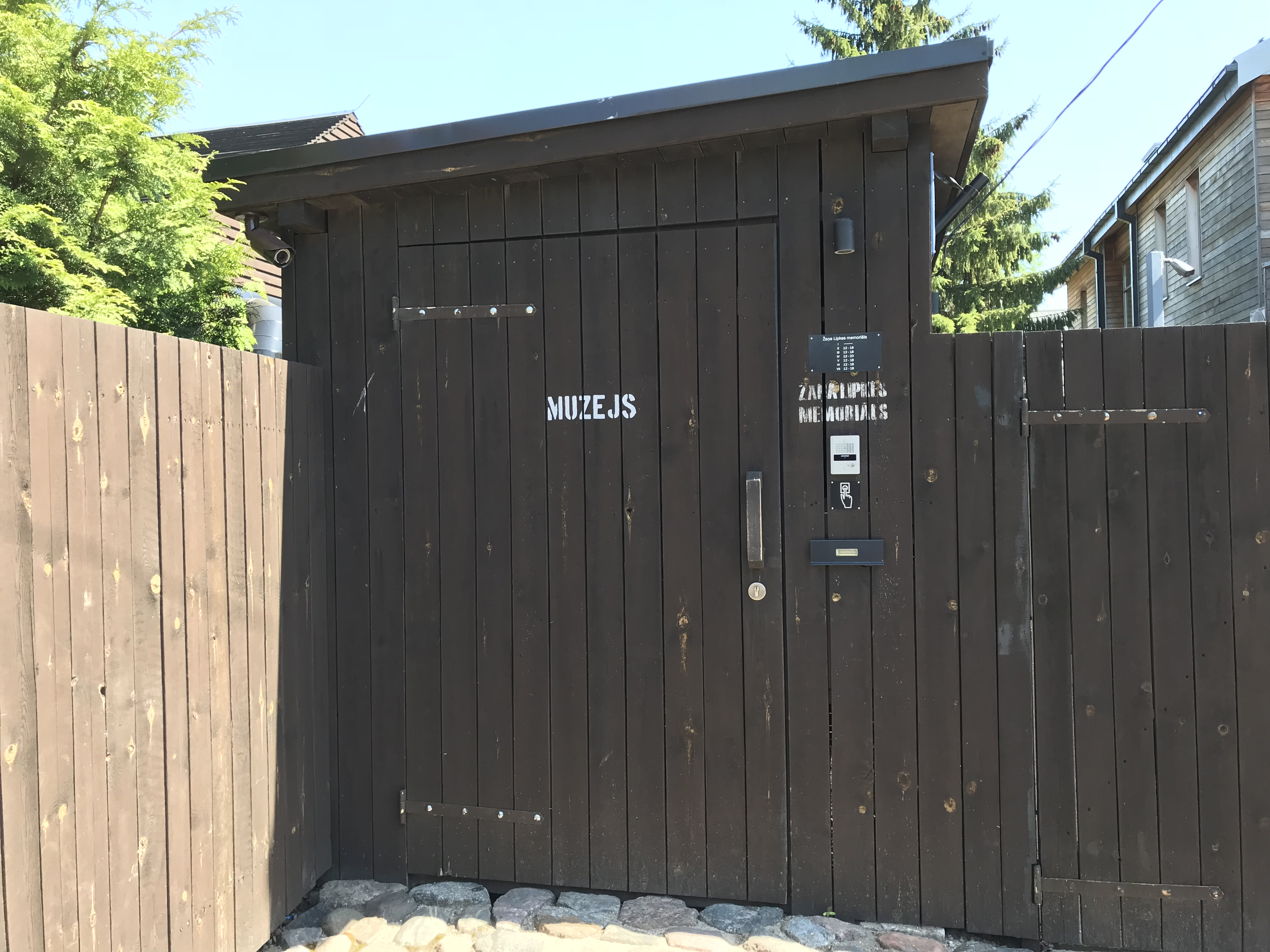
Вход в музей Жаниса Липке
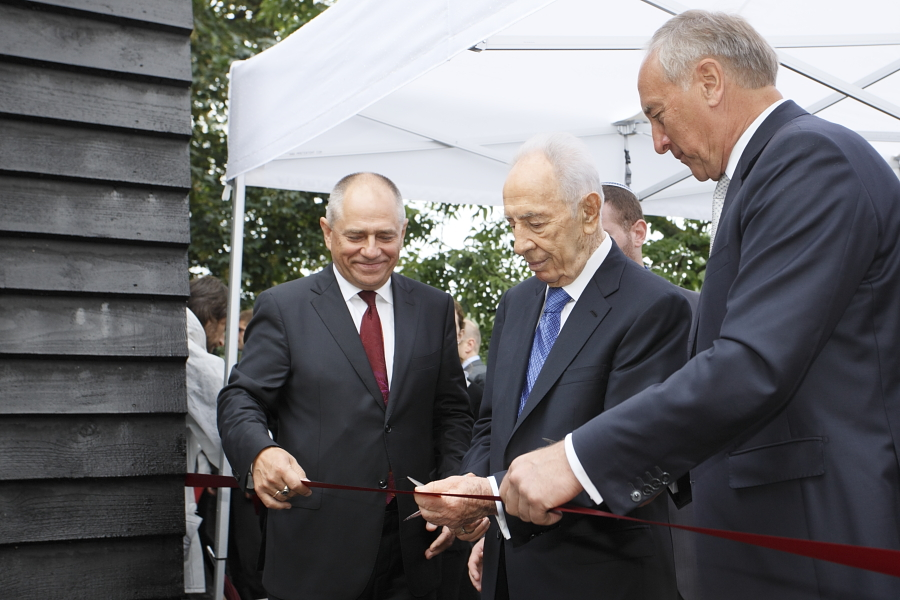
Церемония открытия. В центре — Ш. Перес.
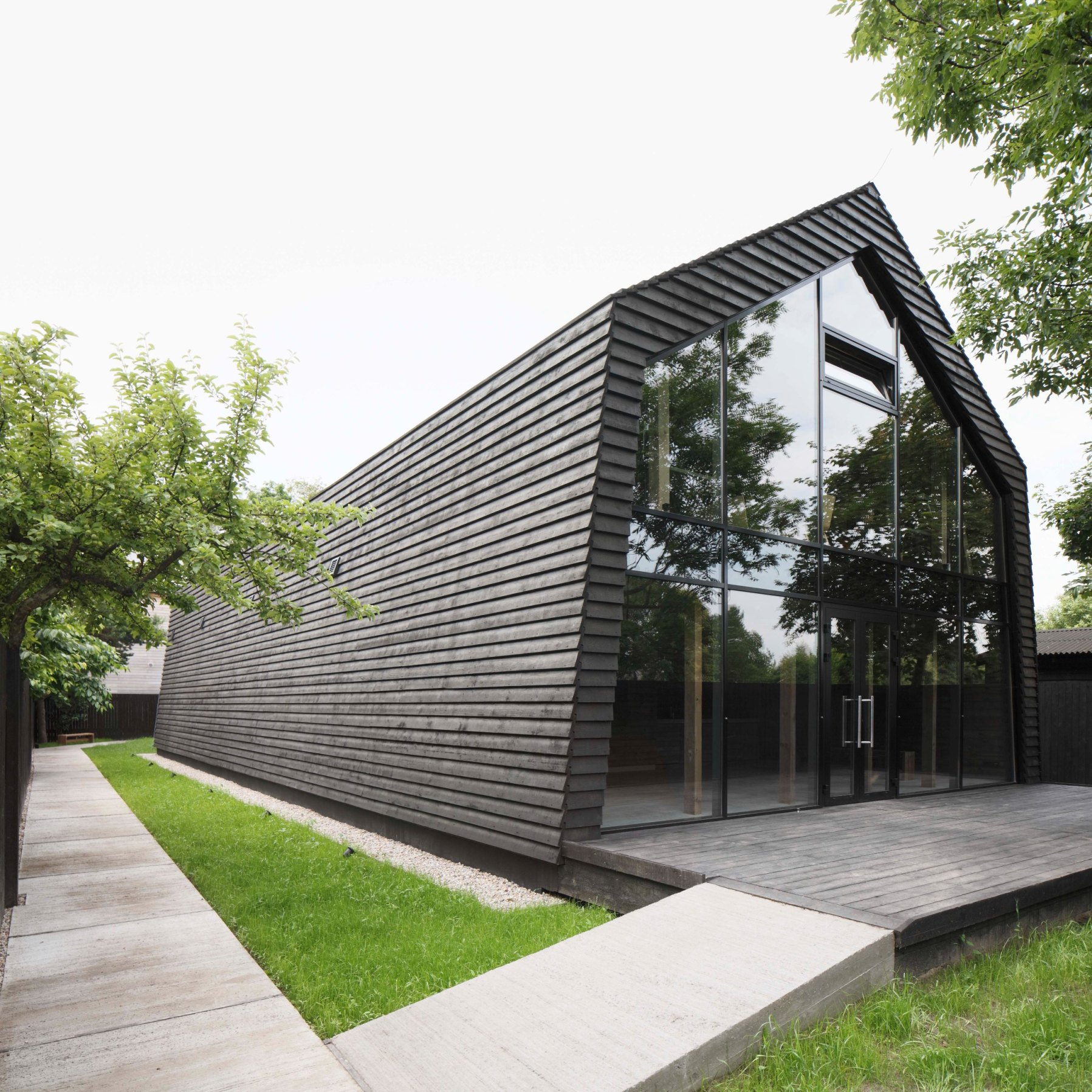
«Чёрный сарай»